# اتوسوکزوماید
اتوسوکزوماید یا اتوسوکسیماید به انگلیسی(Ethosuximide)
اسم تجارتی: Zarontin
طبقه بندی فارماکولوژیک: مشتقات سوکسینامید
گروه دارویی: داروهای ضد صرع و تشنج

## شکل دارویی
کپسول ۲۵۰میلی گرمی و شربت ۲۵۰ میلی گرم در ۵ سی سی.

## موارد مصرف
درمان صرع پتیت مال (پتی مال).
مکانیسم اثر: بلوک کانالهای کلسیم. (مثل سایر داروهای ضد صرع از طریق خوراکی به راحتی جذب شده و توسط آنزیم‌های کبدی متابولیزه می گردد)
مقدار مصرف: در بالغین و کودکان بزرگتر از ۶ سال : ۲۵۰ میلی گرم از راه خوراکی(PO) دو بار در روز. در کودکان ۳ تا ۶ سال: ۲۵۰ میلی گرم، به صورت دوز واحد یا منقسم در دو دوز.

## عوارض جانبی
خواب آلودگی، سر درد، تحریک پذیری، هیرسوتیسم، بی خوابی، دیسترس گوارشی، لتارژی